# Paloma Kwiatkowski
Paloma Kwiatkowski (* 29. Mai 1994 in Vancouver, British Columbia) ist eine kanadische Schauspielerin.

## Leben
Kwiatkowski wurde am 29. Mai 1994 in Vancouver geboren. 2010 gab sie im Kurzfilm Whatever it Takes ihr Schauspieldebüt. Dem folgte 2013 die Literaturverfilmung Percy Jackson – Im Bann des Zyklopen neben Stanley Tucci und Logan Lerman, in dem sie Thalia, die Tochter des Zeus, spielte. 

## Filmografie (Auswahl)
- 2010: Whatever it Takes (Kurzfilm)
- 2013: Percy Jackson – Im Bann des Zyklopen (Percy Jackson: Sea of Monsters)
- 2014: Cheat
- 2014: Sitting on the Edge of Marlene
- 2014: Bates Motel (Fernsehserie, 6 Folgen)
- 2015: Gefährliche Leidenschaft – Wuthering High (Wuthering High, Fernsehfilm)
- 2015: Twilight Storytellers – The Mary Alice Brandon File (Kurzfilm)
- 2016: Who's Driving Doug
- 2016: Motive (Fernsehserie, Folge 4x04 The Score)
- 2016: A Mother's Suspicion (Fernsehfilm)
- 2016: Supernatural (Fernsehserie, Folge 12x04 American Nightmare)
- 2017: Travelers – Die Reisenden (Travelers, Fernsehserie, Folge 2x04 11:27)
- 2017: Garage Sale Mysteries (Fernsehserie, Folge 1x11 A Case of Murder)
- 2017: The Christmas Calendar
- 2017: Christmas Princess (Fernsehfilm)
- 2018: The Professor (Richard Says Goodbye)
- 2019: Unspeakable (Fernsehserie, 4 Folgen)
- 2019: Riot Girls
- 2019: Entangled
- 2019: Multiverse – Parallele Dimensionen (Entangled)
- 2020: Janette Oke: Die Coal Valley Saga (When Calls the Heart, Fernsehserie, 2 Folgen)
- 2021: Debris (Fernsehserie, Folge 1x06 Supernova)
- 2024: Allegiance (Fernsehserie, Folge 1x02 Supply Side)
- 2024: The Island Between Tides
- 2024: Murder in a Small Town (Fernsehserie, 3 Folgen)
- 2024: The Lost Daughter